# Isosaari (ö i Finland, Kajanaland, Kehys-Kainuu, lat 65,24, long 29,23)
Isosaari är en ö i Finland. Den ligger i sjön Kivijärvi och i kommunen Suomussalmi i den ekonomiska regionen  Kehys-Kainuu  och landskapet Kajanaland, i den nordöstra delen av landet, 600 km norr om huvudstaden Helsingfors. Öns area är 3,1 hektar och dess största längd är 270 meter i sydväst-nordöstlig riktning.